# Erodium macrophyllum
Erodium macrophyllum är en näveväxtart som beskrevs av William Jackson Hooker och Arn.. Erodium macrophyllum ingår i släktet skatnävor, och familjen näveväxter. Utöver nominatformen finns också underarten E. m. californicum.